# McBain (Michigan)
McBain é uma cidade localizada no estado americano de Michigan, no Condado de Missaukee.

## Demografia
Segundo o censo americano de 2000, a sua população era de 584 habitantes.
Em 2006, foi estimada uma população de 591, um aumento de 7 (1.2%).

## Geografia
De acordo com o United States Census Bureau tem uma área de
3,2 km², dos quais 3,2 km² cobertos por terra e 0,0 km² cobertos por água. McBain localiza-se a aproximadamente 377 m acima do nível do mar.

## Localidades na vizinhança
O diagrama seguinte representa as localidades num raio de 28 km ao redor de McBain.